# Deuteronomos effractaria
Deuteronomos effractaria är en fjärilsart som beskrevs av Freyer 1842. Deuteronomos effractaria ingår i släktet Deuteronomos och familjen mätare. Inga underarter finns listade i Catalogue of Life.